# Burladero
En una plaça de toros, s'anomena burladero al refugi fet de taules de fusta situat davant de les barreres que envolten el ruedo. També hi ha un burladero semblant dins del carreró, davant de la segona barrera des d'on comença la graderia (talanquera) que serveix de refugi als personal de servei quan el toro salta per sobre de la barrera. Un burladero especial al carreró protegeix un equip mèdic situat a prop d'una porta que dona accés a la infermeria.

## Descripció
Aquestes taules serveixen d'accés al carreró, però també alberguen el matador o la seva quadrilla en cas d'una càrrega incontrolada del toro. Una manera més radical d'escapar de la càrrega de l'animal és saltar directament per sobre de la barrera per trobar refugi al carreró.

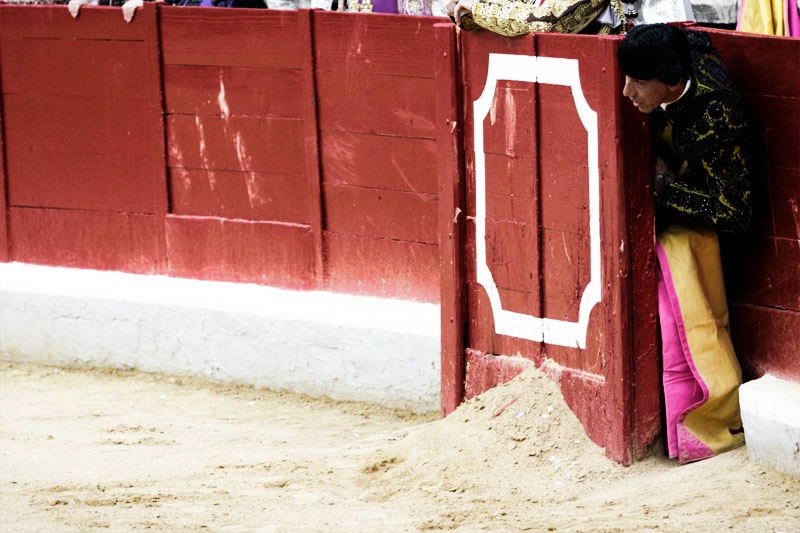
Torero refugiat darrera d'un burladero
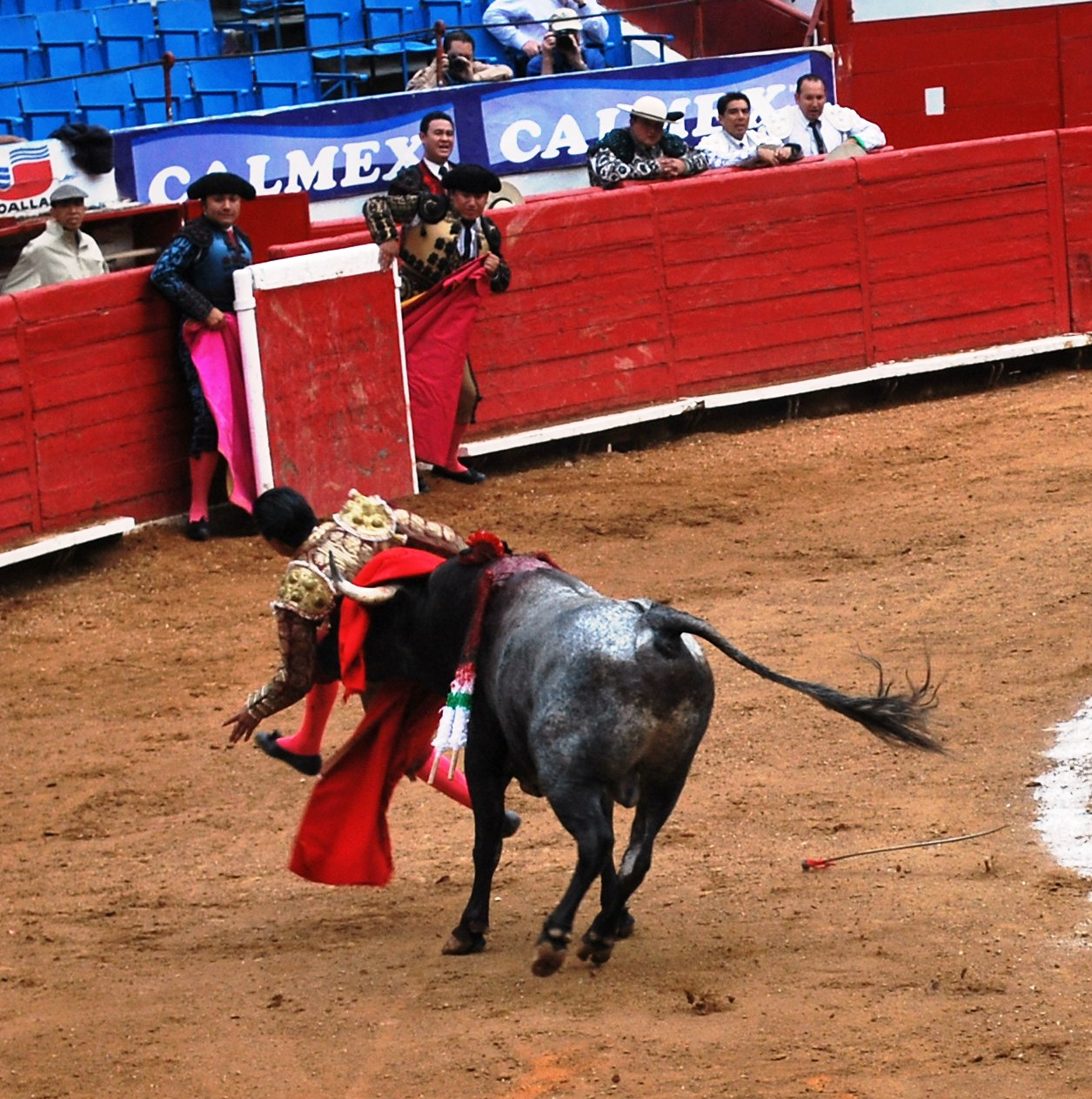
Dos membres de la quadrilla, protegits darrere del burladero, es disposen a sortir al ruedo per ajudar el matador que ha resultat agafat pel toro

## Història
La construcció de burladeros es va generalitzar sota la influència de Juan Belmonte, que va demostrar que un torero no era necessàriament un atleta capaç de saltar la barrera i, per tant, que necessitava protecció.
Tanmateix, l'amplada del burladero no supera els 35 centímetres i un home només pot passar entrant de costat, però és aquesta estretor la que impedeix l'entrada del toro. No obstant això, l'estretor del burladero va ser fatal per a «Bocanegra» mentre assistia a una corrida el 20 de juny de 1889 a Baeza, durant la qual es va adonar de les enormes dificultats que tenia l'inexpert torero «Hormigón» amb el quart bou de la ramaderia de Don Agustín Sánchez. Bocanegra va saltar a l'arena per a ajudar-lo, però va ser envestit pel toro i, no podent refugiar-se al burladero causa de la seva obesitat, va rebre un brutal cop de banya, i morí a Baeza l'endemà.